# Nagasaki (Schnittke)
Nagasaki is een oratorium gecomponeerd door de Russische componist Alfred Schnittke. Het werk van 36 minuten is geschreven voor mezzosopraan, gemengd koor en orkest.

## Achtergrond
Het werk is geschreven ter nagedachtenis aan het bombardement van Nagasaki met atoombommen. Schnittke componeerde Nagasaki als afstudeerproject in 1958. Hij stond toen nog erg onder de invloed van Evgeny Golubev, maar laat in deze compositie al meer een eigen geluid horen. Ook voor de teksten wilde Schnittke zijn eigen wil doordrukken, maar zijn leraar vond dat het verstandig was een tekst te gebruiken van Anatoly Sofronov; andere teksten zijn van Eisaku Yomeda, Shimazaki Tason en ene Georgy Fere.
Het van oorsprong zesdelig werk kreeg niet de goedkeuring van de Bond van Sovjetcomponisten omdat het te modern klinkt. Dmitri Sjostakovitsj vond de zesdelige versie wel goed en dat wil toch wat zeggen. Schnittke heeft naar aanleiding van het commentaar van de Bond zijn oratorium gewijzigd, wat door elkaar geschud en kwam uiteindelijk met deze vijfdelige versie op de proppen. Al die wijzigingen hebben niet kunnen verhinderen, dat het werk nooit in het openbaar is uitgevoerd. Dat zal ongetwijfeld aan de macht van de Bond hebben gelegen, maar ook aan het werk zelf. Aangezien het originele werk er niet (meer?) is, is geen vergelijking mogelijk, maar hier en daar is duidelijk te horen, dat Schnittke de Bond te vriend wilde houden en toch een werk wilde opleveren dat in zijn eigen idioom was geschreven. Dat levert een onevenwichtig werk op. Soms herkent men reeds de mengeling van stijlen, waar Schnittke later beroemd mee zou worden, soms vervalt hij weer in de richtlijn van de Bond, begrijpelijke muziek. Ook is af en toe duidelijk te horen dat hij onder de invloed van Sjostakovitsj zat; met name de laatste maten van deel (1), lijken een citaat uit het werk van de meester.

## Delen
1. Nagasaki, City of grief
2. The morning
3. On that fateful day
4. On the ashes
5. The sun of peace

## Opmerkingen
- Tot voor kort was geen volledige partituur van het werk voorhanden; pas na de dood van de componist gingen archieven open. Aan de hand van het manuscript bij de erven Schnittke en muziekpartijen die bewaard waren gebleven in het Moskou Conservatorium is samen met musici en Allan Stephenson, een componist uit Zuid-Afrika, de partituur (weer) gereed gemaakt voor uitvoering.
- Een van de delen bevat geen literair hoogstandje, maar een tekst bestaande uit losse kreten van Fere, een musicus die zijn opleiding genoot gelijktijdig met Schnittke.
- In deel 3 doet Schnittke een poging de inslag van een atoombom om te zetten naar muziek; veel herrie, glissandi en brommende/schreeuwende geluiden uit de kelen van het koor; met name dit deel viel niet in goede aarde bij de Bond; ook in deel 4 zit een herriefragment.

## Bron en discografie
- Uitgave op BIS 1647; Cape Town Philharmonic Orchestra, onder leiding van Owin Arwel Hughes, soliste Hanneli Rupert.